# Peditatus schwarzi
Peditatus schwarzi är en skalbaggsart som först beskrevs av Horn 1890.  Peditatus schwarzi ingår i släktet Peditatus och familjen strandgrävbaggar. Inga underarter finns listade i Catalogue of Life.